# Seixal
Seixal es una ciudad portuguesa que pertenece al distrito de Setúbal y a la región de Lisboa y a la subregión de la península de Setúbal, con cerca de 31 100 habitantes. Es la sede de un pequeño municipio com 93,58 km² de área y 166 525 habitantes (2021), que se subdivide en cuatro freguesias. 

## Límites
El municipio es limitado a este por Barreiro, al sur por Sesimbra, al oeste por Almada y al norte por el estuario del Tajo, a través del cual tiene relaciones con Lisboa. 

## Organización territorial
El municipio de Seixal está formado por cuatro freguesias:
- Amora
- Corroios
- Fernão Ferro
- Seixal, Arrentela e Aldeia de Paio Pires

## Demografía
| Gráfica de evolución demográfica de Seixal entre 1864 y 2021 |
|                                                              |
| Datos según el nomenclátor publicado por el INE portugués.   |